# Gilberto Marmorosch
Gilberto Marmorossch (Rio de Janeiro, 4 de fevereiro de 1944 — 29 de janeiro de 2019) foi um radialista e ator brasileiro de teatro, cinema e televisão com quase 50 anos de carreira. 
Estreou em 1991, numa montagem da peça Um Violinista no Telhado. Como radialista, teve programas nas emissoras Rádio Bandeirantes, Rádio Imprensa e Rádio Relógio. Recentemente, na Rede Globo, participou do elenco da série Caça Talentos com Angélica; de diversos episódios do programa e BBB na Globo. Você Decide; do humorístico Zorra Total e fez participações em várias novelas também da Globo. A última foi no papel de Gilmar em Pega Pega (2017). No teatro, entre outros espetáculos, participou das peças Yentl e Brasil de Janeiro a Janeiro e no cinema brilhou em Made In China (2015), ao lado de Regina Casé.
Gilberto Marmorosch morreu de câncer e foi sepultado no Cemitério Comunal Israelita do Rio de Janeiro. Seu último trabalho foi na novela Pega Pega em 2017.

## Trabalhos na televisão
| Ano  | Título                | Personagem                  | Nota                                 |
| ---- | --------------------- | --------------------------- | ------------------------------------ |
| 2017 | Pega Pega             | Gilmar                      |                                      |
| 2016 | Haja Coração          | Adolfo                      |                                      |
| 2016 | Êta Mundo Bom!        | Padre Juvêncio              |                                      |
| 2014 | Gentalha              | Velho do Antiquário         |                                      |
| 2014 | Adorável Psicose      | Velhinho                    |                                      |
| 2014 | Em Família            | Seu Hamilton                |                                      |
| 2011 | Insensato Coração     | Mendonça                    |                                      |
| 2010 | Malhação              | Agostinho                   |                                      |
| 2009 | Viver a Vida          | Benício                     |                                      |
| 2009 | Cama de Gato          | Elias                       |                                      |
| 2008 | Toma Lá, Dá Cá        | Barafun                     | Episódio: "Até que a Morte os Reúna" |
| 2008 | Ciranda de Pedra      | Padre Américo               |                                      |
| 2006 | JK                    | Padre Eustáquio             |                                      |
| 2005 | América               | Padre Pedro Luiz Rocha      | Episódio: "31 de outubro"            |
| 2005 | Linha Direta          | Elizabeto Ribeiro Gonçalves |                                      |
| 2002 | O Quinto dos Infernos | Simão                       | Participação especial                |
| 2000 | Aquarela do Brasil    | Jakob                       |                                      |
| 1999 | Você Decide           | Dr. Varela                  | Episódio: Liberdade                  |
| 1996 | Caça Talentos         | Bóris Lugossi               |                                      |
| 1995 | Você Decide           | Isaque                      | Episódio: Joia Rara                  |

## Trabalhos no cinema
| Ano  | Título                            | Personagem                 |
| ---- | --------------------------------- | -------------------------- |
| 2014 | Made in China                     | Bernard                    |
| 2014 | Operação X                        | Francisco                  |
| 2013 | Bovarius Flavus                   | Mímico                     |
| 2010 | Viver Outra Vez                   | Tião                       |
| 2003 | Oswaldo Cruz – O Médico do Brasil | Presidente Rodrigues Alves |